# Cryptocephalus infirmior
Cryptocephalus infirmior is een keversoort uit de familie bladkevers (Chrysomelidae). De wetenschappelijke naam van de soort werd in 1876 gepubliceerd door Ernst Gustav Kraatz.